# Cantonul Vénissieux-Sud
Cantonul Vénissieux-Sud este un canton din arondismentul Lyon, departamentul Rhône, regiunea Rhône-Alpes, Franța.